# Willi Brase
Willi Brase (* 10. Oktober 1951 in Quetzen, Petershagen) ist ein deutscher Politiker (SPD) und war Mitglied des Deutschen Bundestages.

## Leben und Beruf
Nach dem Besuch der Volksschule begann Brase im Jahr 1966 eine Berufsausbildung zum Kaufmann im Groß- und Außenhandel. Nach deren Abschluss besuchte er in den Jahren 1969 bis 1971 eine Fachoberschule und leistete anschließend bis zum Jahr 1972 zunächst den Wehr- und nach erfolgreicher Kriegsdienstverweigerung bis 1973 seinen Zivildienst ab. Danach absolvierte er ein Studium der Sozialpädagogik an der Fachhochschule Niederrhein, das er 1976 beendete.
Nach einem berufspraktischen Jahr beim Landschaftsverband Rheinland begann er im Jahr 1978 eine Tätigkeit als Sozialpädagoge in der Abteilung Jugendpflege des Jugendamtes in Mönchengladbach. Im Jahr 1981 wechselte Brase als Jugendbildungsreferent zum DGB-Landesbezirk Nordrhein-Westfalen, wo er 1984 schließlich Landesjugendsekretär wurde. 1989 übernahm er dann den Vorsitz des DGB-Kreisverbandes Siegen-Wittgenstein und wurde 1994 Vorsitzender der DGB-Region Siegen-Wittgenstein-Olpe, seit 2009 für die DGB-Region Südwestfalen.
Brase ist verheiratet und hat zwei Kinder.

## Partei
Willi Brase ist seit dem Jahr 1981 Mitglied der SPD. Brase war Vorsitzender des SPD-Unterbezirks Siegen-Wittgenstein und gehörte dem Vorstand des Bezirks Westliches Westfalen an. Des Weiteren ist er Mitglied des DGB sowie der Gewerkschaft Ver.di.

## Abgeordneter
In den Jahren 1998 bis 2017 war er Mitglied des Deutschen Bundestages und dort ordentliches Mitglied im Ausschuss für „Bildung, Forschung und Technikfolgenabschätzung“ sowie im Ausschuss Ernährung und Landwirtschaft tätig. Als stellvertretendes Mitglied war er zudem im Ausschuss für „Verkehr, Bau und Stadtentwicklung“.
Willi Brase zog 1998 über die Landesliste Nordrhein-Westfalen und 2002 sowie 2005 als direkt gewählter Abgeordneter des Wahlkreises Siegen-Wittgenstein in den Bundestag ein. Bei der Bundestagswahl 2005 erreichte er hier 43,6 Prozent der Erststimmen. Bei der Bundestagswahl im Jahr 2009 unterlag er Volkmar Klein, Kandidat der CDU, knapp mit 39,1 Prozent, zog aber über die Landesliste erneut in den Deutschen Bundestag ein. Im Jahr 2013 zog er bei der Bundestagswahl abermals über die Liste in den Bundestag, da er Volkmar Klein (CDU) bei 36,5 % Stimmenanteil erneut unterlag. Zur Bundestagswahl 2017 trat er nicht erneut an.